# Fontanafredda
Fontanafredda (friülà Fontanefrede ) és un municipi italià, dins de la província de Pordenone. L'any 2007 tenia 11.059 habitants. Limita amb els municipis d'Aviano, Brugnera, Budoia, Caneva, Polcenigo, Porcia, Roveredo in Piano i Sacile.

## Administració
| Període | Identitat        | Partit        |
| ------- | ---------------- | ------------- |
| 2004-   | Giovanni Baviera | Llista cívica |